# Camilo Rivas
Camilo Rivas, född augusti 1898, är en argentinsk friidrottare. Han deltog vid olympiska sommarspelen 1924.